# Костриця найвища
{{#ifeq:0|0|{{#if:|{{#if:Festucaaltissima|[[]}}|}}}}
Костриця найвища (Festuca altissima‎) — вид рослин родини тонконогові (Poaceae), поширений у Європі й Азії.

## Опис
Багаторічна трав'яниста рослина (50)80–135 см завдовжки з укороченими кореневищами, утворює рихлі дерновинки. Лігула 3–5 мм завдовжки. Листові пластини 20–60 см × 4–14 мм, поверхні гладкі або шорсткуваті. Суцвіття — відкрита яйцювата похила волоть 10–18 × 8–12 см; гілки гладкі або шорсткуваті, родючі колоски на ніжках 1.5–15 мм завдовжки. Колоски містять 2–5 родючих квіточок; зі зменшеними квіточками на вершині. Колоски довгасті, стиснуті з боків; 5–8 мм завдовжки; розпадаються у зрілості під кожною родючою квіточкою. Колоскові луски подібні, коротші, ніж колоски. Нижня квіткова луска з 3 добре помітними жилками, на всій поверхні вкрита короткими тонкими шипиками. Пиляків 3, 2.5–3 мм завдовжки. Зернівки волохаті на вершині.

## Поширення
Поширений у Європі й Азії.
В Україні зростає в букових, змішаних і хвойних лісах Карпат, до верхньої межі лісу — в Карпатських лісах, досить часто; в Передкарпатті, рідко; в Поліссі (Житомир), Лівобережного Лісостепу (с. Юнаківка Сумського р-ну Сумської обл.) і Лівобережного Злаково-Лугового Степу (Готвальдовскій р-н, Харківська обл.), Дуже рідко.